# Глобус лётчиков и исследователей
Глобус лётчиков и исследователей (AGS Fliers' and Explorers' Globe).
Глобус подарен Американскому географическому обществу президентом Общества Джоном Финли (John H. Finley) в 1929 году. Будучи одновременно главным редактором газеты «Нью-Йорк Таймс» (New York Times), Финли предложил схематично обозначить на глобусе маршруты полётов и экспедиций, предпринятых великими лётчиками и исследователями в разное время, снабдив маршруты этих полётов и экспедиций автографами их участников.
В числе подписавшихся:
- Руаль Амундсен (Roald Amundsen) — первый человек, достигший Южного полюса Земли (1911 г.);
- Уильям Р. Андерсон (William R. Anderson) — командир подводной лодки «Наутилус», первого судна достигшего Северного полюса под водой (1958 г.)
- Нил Армстронг (Neil Armstrong) — командир космического корабля «Аполлон-11», первый человек, ступивший на поверхность Луны (1969 г.)
- Луиза Бойд (Louise A. Boyd) — первая женщина, пролетевшая над Северным полюсом (1955 г.)
- Бертран Пикар (Bertrand Piccard) — воздухоплаватель, осуществивший первый беспосадочный полёт вокруг Земли на воздушном шаре (1999 г.)

Всего на глобусе 78 подписей.
Среди подписавшихся есть и представители СССР: это Валерий Чкалов и Александр Беляков, которые вместе с Георгием Байдуковым 18—20 июня 1937 года на самолёте АНТ-25 совершили беспосадочный перелёт Москва — Северный полюс — Ванкувер (штат Вашингтон, США) протяжённостью 8 504 км.
Кандидатуры на подписание утверждаются Советом Американского Географического Общества (AGS) .
Последняя подпись сделана на глобусе лётчиков и исследователей (AGS Fliers' and Explorers' Globe) в 2004 году.